# Брей (Шотландия)
Брей (англ. Brae) — деревня в северной части острова Мейнленд в архипелаге Шетландских островов.

## География
Расположена на узком перешейке у южного берега бухты Саллом-Во и северного берега залива Баста-Во в северо-восточной части залива Сент-Магнус.

## Экономика
Через деревню проходит автодороги «A970» (Норт-Ро — Брей — Леруик — аэропорт Самборо — Грутнесс) и «B9076» (Брей — аэропорт Скатста — нефтяной терминал Саллом-Во — Тофт).

## Политика и власть
Охрану правопорядка в деревне обеспечивает полицейский участок.
Пожарно-спасательная станция в Брее со штатом в двадцать человек имеет дело с чрезвычайными ситуациями, включая пожары и дорожно-транспортные происшествия.

## Образование
В деревне работает средняя школа «Brae High School», 222 учащихся средних классов, 107 начальных классов, 22 в подготовительных классах (2009 год).